# Rainbow High
Rainbow High ist eine US-amerikanische Animations-, Familien-, Kinder-Serie von Michael S. Anderson. Die Protagonisten sind gleichzeitig auch Modepuppen, die von der amerikanischen Spielzeugfirma MGA Entertainment im Jahr 2020 herausgebracht wurden.

## Inhalt
Die Teenager Sunny und Violet werden an der Rainbow High, einer Elite-Highschool für visuelle Künste, angenommen. Mit ihren Mitbewohnerinnen Skyler, Poppy, Jade, Ruby und Bella gehen sie in dieselbe Klasse. Die Mädchen müssen als Abschlussprüfung eine eigene Laufsteg-Show auf die Beine stellen.
Im Laufe der ersten Staffel bricht Bella die Schulregeln, indem sie sich mit ihrer studentischen Arbeit für ein Praktikum bei Broadway-Setdesignerin Ramona Barnes bewirbt. Als das rauskommt, wird sie von Schulleiterin Lou Wright sofort von der Schule verwiesen. Amaya Raine, die auf der Warteliste stand, darf Bellas Platz einnehmen und wird neue Mitbewohnerin von Ruby, Violet und Jade. Letztere ist darüber alles andere als begeistert, denn sie vermisst ihre beste Freundin Bella. Amaya versucht alles, um von ihrer neuen Gruppe akzeptiert zu werden und schafft es letztendlich auch. Gemeinsam stellen sie ein Laufstegprojekt für ihre Abschlussarbeit auf die Beine. Es wird ein voller Erfolg. Am Ende der Staffel erfahren die Mädchen, dass Bella wieder zurück an die Rainbow High kommen darf.

## Charaktere
Violet Willow
Violet Willow ist Studentin an der Rainbow High mit dem Hauptfach Digitale Medien. Sie hat eine eigene Online-Reality-Show, die sie „The Vi Life“ nennt. Dadurch wurde sie zu einer bekannten Influencerin. Ihre beste Freundin ist Sunny Madison.
Sunny Madison
Sunny Madison studiert Computeranimation an der Rainbow High. Sie ist ein lebenslustiges Mädchen, das ihre Liebe für Animation, die Beziehung zu ihren Freunden und alles Niedliche in einer Zeichentrickserie kombiniert, die sie Hi Hi Kawaii nennt. Violet Willow ist ihre beste Freundin.
Jade Hunter
Jade Hunter studiert an der Rainbow High und hat sich auf Make-up spezialisiert. Sie ist ein schlaues, unabhängiges Mädchen, das es liebt, Erwartungen zu trotzen und andere mit ihrem dramatischen Aussehen zu schockieren. Ihre beste Freundin ist Bella Parker.
Skyler Bradshaw
Skyler ist Studentin an der Rainbow High mit dem Hauptfach Modedesign. Obwohl sie extrem talentiert ist, zieht es Skyler aufgrund ihrer schüchternen Art vor, ihre Designs anonym zu halten und sie für sich selbst sprechen zu lassen.
Poppy Rowan
Poppy ist Studentin der Rainbow High mit dem Hauptfach Musiktechnik. Ihre außergewöhnlichen DJ-Fähigkeiten erlauben es ihr, sich frei durch eine Reihe von verschiedenen Genres zu bewegen. Poppy hat ein geselliges, freundliches Gemüt.
Ruby Anderson
Ruby wurde an der Rainbow High angenommen, weil sie eine wahnsinnig talentierte Straßenkünstlerin ist. Ihr offizielles Hauptfach ist Grafikdesign, allerdings setzt sie ihre Fähigkeiten meistens dafür ein, Turnschuhe oder Mützen zu personalisieren.
Bella Parker
Bella Parker ist Studentin an der Rainbow High. Sie studierte Art Direction mit einem besonderen Fokus auf Set Design. Nachdem sie Regeln gebrochen hat, indem sie Fotos von studentischen Arbeiten machte, wurde sie von der Rainbow High verwiesen. Amaya Raine, die auf der Warteliste stand, hat Bella in der Gruppe ersetzt. Am Ende der ersten Staffel darf Bella wieder zurück an die Rainbow High. Ihre beste Freundin ist Jade Hunter.
Amaya Raine
Amaya ist Studentin an der Rainbow High mit dem Hauptfach Modedesign. Nachdem Bella von der Schule verwiesen wurde, nahm sie ihren Platz ein.
Lou Wright
Lou Wright ist Schuldirektorin der Rainbow High. Sie ist streng und hat hohe Erwartungen an ihre Studenten und Studentinnen.

## Veröffentlichung
Am 3. Oktober 2020 wurde die erste Folge in Originalsprache auf dem amerikanischen „Rainbow High“-YouTube-Account veröffentlicht. Seit dem 29. März 2021 kann man die Serie auch auf dem amerikanischen Netflix sehen.
In Deutschland wurde die erste Folge der ersten Staffel am 8. Januar 2021 ausgestrahlt. Seit dem 26. April 2021 ist die Serie auch hierzulande auf Netflix verfügbar.
Inzwischen gibt es zwei Staffeln von Rainbow High. Am 7. März 2022 wurde eine Spin-Off Serie namens „Shadow High“ auf dem amerikanischen Instagram-Account angekündigt.

## Synchronisation
Die Synchronisation entstand in der Scheune München Mediaproduction GmbH. Für Staffel 1 übernahm Sylvia Bartoschek die Dialogregie, während Nicolas Weidt die Dialogbücher beisteuerte. Bei Staffel 2 war Marie-Jeanne Widera für Dialogregie und -bücher zuständig. Die Dialogbücher zu Staffel 3 und 4 stammen von Nicolas Weidt, er übernahm die Dialogregie für die Episoden 1–11. Bei den Episoden 12–15 der dritten Staffel führte Marie-Jeanne Widera Regie.
| Rolle           | amerikanische Sprecher | deutsche Sprecher            |
| --------------- | ---------------------- | ---------------------------- |
| Violet Willow   | Kira Buckland          | Katharina von Daake          |
| Sunny Madison   | Laura Stahl            | Eleni Möller-Architektonidou |
| Poppy Rowan     | Anairis Quiñones       | Julia Lowack                 |
| Jade Hunter     | Jenny Yokobori         | Marie-Jeanne Widera          |
| Ruby Anderson   | Tara Sands             | Nicolle Gonsior              |
| Bella Parker    | Brittany Cox           | Eleni Möller-Architektonidou |
| Amaya Raine     | Brittany Lauda         | Jana Dunja Gries             |
| Skyler Bradshaw | Anairis Quiñones       | Anja Gräfin von Keyserlingk  |